# Piero Manzoni
Piero Manzoni (* 13. Juli 1933 in Soncino, Cremona; † 6. Februar 1963 in Mailand) – mit vollem Namen Conte Meroni Manzoni di Chiosca e Poggiolo (deutsch Graf Manzoni von Chiosca und Poggiolo) – war ein italienischer Künstler, der als Wegbereiter der Konzeptkunst gilt. Seine Arbeiten wurden unter anderem auf der 4. documenta in Kassel und auf der Biennale von Venedig 1972 präsentiert.

## Leben und Werk
Manzoni begann 1951 ein Jurastudium in Mailand und 1954 ein Kunst- und Philosophiestudium in Rom, das er 1955 in Mailand fortsetzte. 1956 unterzeichnete er mit anderen das Manifest „Zur Entdeckung der Bildzone“ und 1957 die Manifeste „Zu einer organischen Malerei“ und „Gegen den Stil“. 1957 beteiligte er sich an dem internationalen „Gruppo Nucleare“.
Angeregt durch die Künstler des Informel Alberto Burri, Lucio Fontana und Jean Fautrier experimentierte Manzoni mit neuen Materialien. Ab 1957 entstanden, angeregt durch den Besuch einer Ausstellung von Yves Klein, die ersten Achrome – unbemalte, durch den Auftrag von Gips strukturierte Leinwände. Im selben Jahr hatte Manzoni erste Einzelausstellungen in Mailand und Como. 1959 eröffnete er zusammen mit Enrico Castellani die Galerie „Azimuth“. Sie brachten eine gleichnamige Zeitschrift heraus, in der sie eine Verbindung von Kunst und Poesie anstrebten, und es kam zur Abkehr vom „Gruppo Nucleare“. Von 1961 bis 1962 folgten Reisen in die Niederlande, nach Deutschland, Jugoslawien und Belgien.
Manzoni begann, Linien zu produzieren, die längste entstand mit einer Länge von 7200 m in Dänemark. Nach Fertigstellung wurden die Malgründe verpackt und sollten danach nicht mehr zugänglich sein. Es folgten Aktionen, in denen die elementaren Produkte des Künstlers eine Rolle spielten: Corpi d’Aria (Luftkörper), Fiato d’Artista (Künstleratem) und das spektakuläre Projekt Merda d’artista („Künstlerscheiße“). Manzoni verzierte 150 Hühnereier mit seinem Daumenabdruck und gab sie dem Publikum zum Verspeisen. Des Weiteren entwickelte er seine Serie Achrome, bei der Materialien unterschiedlichster Art miteinander verbunden sind. Ein Achrome von 1960/1961 ist ein ganz in Weiß gestaltetes Ensemble aus synthetischen Fasern auf Samt auf Holz im Format 81 × 64,5 × 20 cm.
Manzoni lebte mit der italienischen Designerin Nanda Vigo zusammen. Er starb am 6. Februar 1963, noch nicht 30 Jahre alt, in seinem Atelier in Mailand an einem Herzinfarkt.

## Ausstellungen
- 2013: Piero Manzoni. Als Körper Kunst wurden. Städel, Frankfurt am Main.[2]
- 2014: Piero Manzoni. Palazzo Reale, Mailand.[3]